# Emepronium bromide
Emepronium (như emepronium bromide) là một loại thuốc chống cholinergic được sử dụng trong tiết niệu như một thuốc chống co thắt. Nó có thể gây loét thực quản, do đó cần được thực hiện ở vị trí cố định với đủ lượng chất lỏng.